# Festival Acadie Rock
Le Festival Acadie Rock se tient tous les ans à Moncton, au Nouveau-Brunswick. Des dizaines d'artistes de l'Acadie et d'ailleurs participent à ce festival qui se déroule pendant une semaine à la mi-août, à l'occasion de la Fête nationale de l'Acadie. Le festival est produit par le Centre culturel Aberdeen.

## Historique
La première édition a eu lieu en 2012 et se voulait une continuation du Quinze août des fous, fête de quartier qui s'est déroulée jusqu'en 2008.
Un spectacle à l'image du festival a eu lieu aux FrancoFolies de Montréal en 2017, mettant en vedette de nombreux artistes acadiens.